# Darnell Wilson
Darnell Wayne Wilson (Wayne, 8 aprile 1985) è un ex cestista statunitense.